# Matthew Desmond

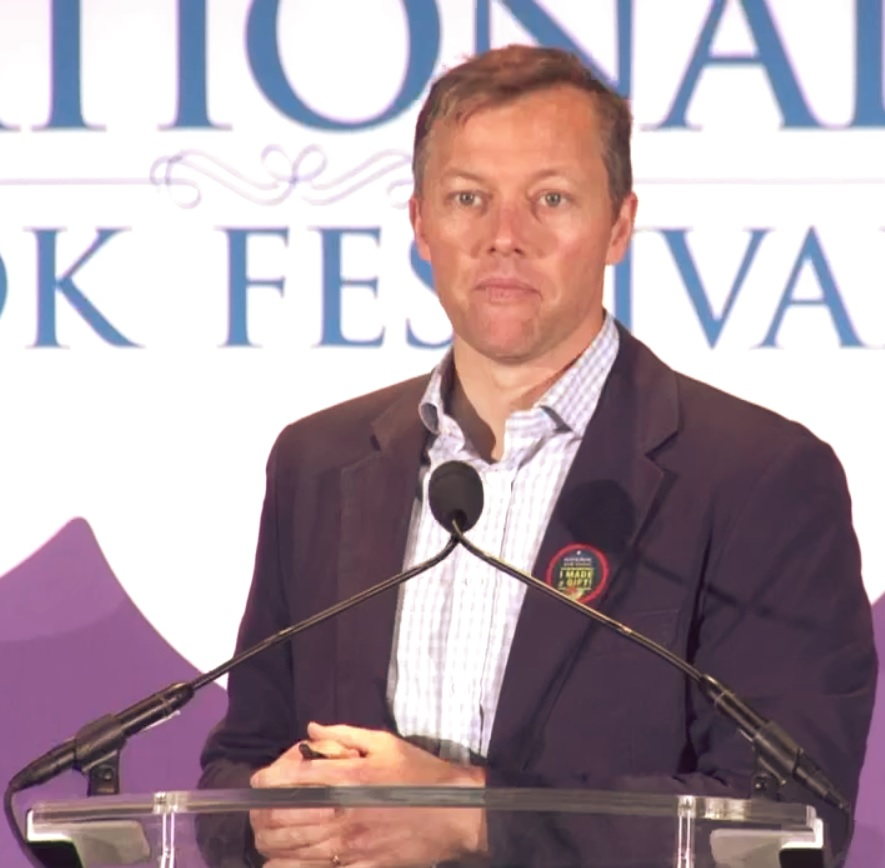
Matthew Desmond (2017)

Matthew Desmond (* 1979) ist ein US-amerikanischer Soziologe und Hochschullehrer.

## Leben
Im Jahr 2010 wurde Desmond an der Universität von Wisconsin promoviert. In der Folge wechselte er an die Universität Harvard. Er erhielt 2015 eine MacArthur Fellowship. Seit Juli 2017 ist er Professor für Soziologie an der Universität Princeton. Sein wissenschaftliches Interesse gilt der Stadtsoziologie. Innerhalb dieses Fachs beschäftigt er sich insbesondere mit den Bedingungen und Folgen sozialer Ungleichheit infolge von Armut und ethnischer Zugehörigkeit. Für sein Buch Zwangsgeräumt. Armut und Profit in der Stadt wurde er 2017 mit dem Pulitzer-Preis für Sachbücher ausgezeichnet. 2022 wurde Desmond in die American Philosophical Society gewählt.

## Schriften
- Matthew Desmond: On the fireline. Living and dying with wildland firefighters. University of Chicago Press, Chicago 2007, ISBN 978-0-226-14407-8.
- Matthew Desmond, Mustafa Emirbayer: Racial domination, racial progress. The sociology of race in America. McGraw-Hill Higher Education, New York 2010, ISBN 978-0-07-297051-7.
- Matthew Desmond, Mustafa Emirbayer: The racial order. Chicago 2015, ISBN 978-0-226-25349-7.
- Matthew Desmond: Zwangsgeräumt. Armut und Profit in der Stadt. Ullstein, Berlin 2018, ISBN 978-3-550-05027-5 (englisch: Evicted: Poverty and Profit in the American City. Übersetzt von Volker Zimmermann, Isabelle Brandstetter).[4]
- Matthew Desmond: Armut. Eine amerikanische Katastrophe. Rowohlt, Hamburg 2024, ISBN 978-3-499-01439-0, S. 304 (englisch: Poverty, By America. Übersetzt von Jürgen Neubauer).[5]